# VTM Kids Jr.
VTM Kids Jr. (anciennement Kadet) est une chaîne de télévision thématique privée belge néerlandophone, axée sur la jeunesse et appartenant au groupe DPG Media. 
Lancée le 18 décembre 2015, reprenant le canal de JIM, Kadet est remplacé le 22 décembre 2018 par VTM Kids Jr.

## Histoire
Après quatorze ans d'existence, la chaîne jeunesse JIM s'est arrêtée le 16 décembre à minuit. La raison invoquée est la perte d'audience de la chaîne sur son public-cible ; les jeunes délaissant de plus en plus JIM pour se tourner les chaînes pour adultes. Le 18 décembre à 16 heures, Medialaan lança la diffusion des programmes de Kadet. Medialaan a conclu un accord de contenu avec Disney. Daan Van Leeuwen, le nouveau chef des chaînes pour enfants au sein de Medialaan, a exprimé le souhait d'étendre les chaînes Kadet et vtmKzoom vers l'avenir. Auparavant, Daan Van Leeuwen était réalisateur de programmes pour Disney Channel (Benelux), Fox Kids (Pays-Bas) et Jetix (Pays-Bas).
Depuis le 15 février 2015, des programmes pour enfants sont de nouveau diffusés sur VTM le matin, rediffusant des programmes de VTMKzoom et Kadet. D'abord les fins de semaine, il devient quotidien le 3 juillet 2017. Depuis le 2 octobre 2017, ce bloc du matin s'appelle VTM Kids.
Le 22 décembre 2018, VtmKzoom et Kadet sont remplacés par VTM Kids et VTM Kids Jr. La plupart des programmes de vtmKzoom et Kadet ont été déplacés vers VTM Kids. Les programmes pour les préscolaires de vtmKzoom ont été déplacés vers VTM Kids Jr.,.
Le 2 mars 2020, VTM Kids et VTM Kids Jr. ont fusionné, son canal a été repris par CAZ 2, consacrée aux séries[réf. souhaitée].

## Logo

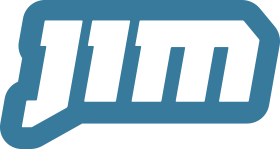
Logo de JIM du 7 octobre 2014 au 16 décembre 2015.
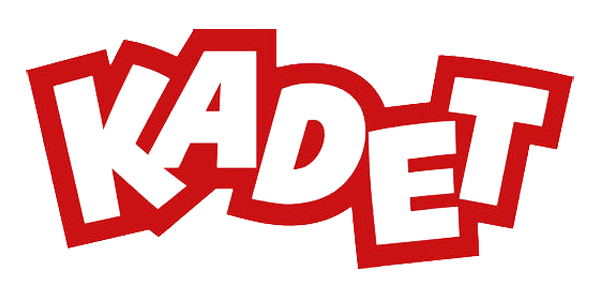
Logo de Kadet de 16 décembre 2015 à 22 décembre 2018.
Logo de VTM Kids Jr. du 22 décembre 2018 au 2 mars 2020.